# Orchestral Manoeuvres in the Dark (musikalbum)
Orchestral Manoeuvres in the Dark är debutalbumet av den brittiska gruppen Orchestral Manoeuvres in the Dark, utgivet 1980. 
Det nådde 27:e plats på brittiska albumlistan. Singlarna Electricity och Red Frame/White Light blev inga större listframgångar, men en nyinspelad version av Messages blev gruppens första singelhit med en 13:e plats på singellistan.
Albumet innehåller låtar influerade av Brian Eno, Neu! och Kraftwerk som Andy McCluskey och Paul Humphreys skrivit sedan mitten av 1970-talet, från deras första komposition Electricity till Pretending To See the Future som var den sista låten som skrevs till albumet. Det spelades in i gruppens egen studio The Gramophone Suite som de köpt för förskottet de fick för skivkontraktet med DinDisc.
Omslaget designades av Peter Saville och hade i sin originalutgåva ett utstansat hålmönster på framsidan som visade det orangea innerkonvolutet. Enligt Andy McCluskey var omslaget så dyrt att tillverka att det knappt var någon förtjänst på varje såld skiva.
Albumet återutgavs 2003 som CD med sex bonuslåtar.

## Låtförteckning
Originalutgåva
Alla låtar komponerade av Andy McCluskey och Paul Humphreys utom Julia's Song, komponerad av McCluskey, Humphreys, Julia Kneale.
| 1. | Bunker Soldiers         | 2:50 |
| 2. | Almost                  | 3:40 |
| 3. | Mystereality            | 2:42 |
| 4. | Electricity             | 3:32 |
| 5. | The Messerschmitt Twins | 5:38 |

| 6.  | Messages                     | 4:06 |
| 7.  | Julia's Song                 | 4:39 |
| 8.  | Red Frame/White Light        | 3:10 |
| 9.  | Dancing (Instrumental)       | 2:58 |
| 10. | Pretending To See The Future | 3:45 |

CD Remaster 2003
Alla låtar komponerade av Andy McCluskey och Paul Humphreys utom Julia's Song, komponerad av McCluskey, Humphreys, Julia Kneale och Waiting for the Man, komponerad av Lou Reed.
| Nr  | Titel                        | Längd |
| --- | ---------------------------- | ----- |
| 1.  | Bunker Soldiers              | 2:54  |
| 2.  | Almost                       | 3:44  |
| 3.  | Mystereality                 | 2:45  |
| 4.  | Electricity                  | 3:39  |
| 5.  | The Messerschmitt Twins      | 5:41  |
| 6.  | Messages                     | 4:12  |
| 7.  | Julia's Song                 | 4:41  |
| 8.  | Red Frame/White Light        | 3:12  |
| 9.  | Dancing (Instrumental)       | 2:59  |
| 10. | Pretending to See the Future | 3:48  |

| 11. | Messages (Single version)                   | 4:46 |
| 12. | I Betray My Friends                         | 3:53 |
| 13. | Taking Sides Again (Instrumental)           | 4:23 |
| 14. | Waiting for the Man                         | 3:00 |
| 15. | Electricity (Hannett/Cargo Studios Version) | 3:37 |
| 16. | Almost (Hannett/Cargo Studios Version)      | 3:51 |